# Aérodrome de Gulu
L'aérodrome de Gulu (code IATA : ULU • code OACI : HUGU) est un aéroport civil et militaire de la région Nord de l'Ouganda. C'est le deuxième plus grand aéroport ougandais après celui de l'Entebbe.

## Histoire
L'aéroport est créé en 1959 en tant qu'aéroport civil et militaire,.
Durant la guerre ougando-tanzanienne (1978-1978) la base accueille les avions de l'Armée de l'air ougandaise.
Puis durant les périodes les plus actives de l'Insurrection de l'Armée de Résistance du Seigneur (de 1986 à 2009) l'aéroport sert régulièrement de base active pour l'armée de l'air ougandaise qui l'utilise également pour l’entraînement et la formation de ses pilotes.
L'aéroport n'est pas qu'une installation militaire mais aussi bel et bien un aéroport civil qui sert l'économie de la région. Par exemple en 2006 la société néerlandaise Fugro est mandatée par le gouvernement ougandais pour prospecter d'éventuels gisements de minéraux dans le nord du pays et base deux avions à Gulu. Le même type de mission est confié en 2019 à la société sud-africaine Xcalibur Airborne Geophysics pour prospecter cette fois la région de Karamoja.

## Situation
L'aéroport est situé à trois kilomètres au nord du centre-ville de Gulu (aux coordonnées 2° 47′ 58″ N, 32° 16′ 31″ E), la plus grande agglomération de la région Nord (environ 177400 habitants 2020). C'est un des douze aéroports du pays sous l'administration de l'Uganda Civil Aviation Authority (en) (UCAA) et un des cinq aéroports autorisés à accueillir un trafic international. Il est distant d'environ trois-cent kilomètres de l'Aéroport international d'Entebbe, le principal aéroport ougandais.
| Arua Entebbe Moyo Gulu Soroti |

## Installations
l’aéroport  dispose d'une unique piste en asphalte orientée nord-sud, longue de 3 100 m et large de 45 m, ce qui en fait la seconde piste du pays en termes de longueur après celle de l'Aéroport international d'Entebbe (3 600 m). L’aéroport est équipé d'un Terminal, d'équipement de secours et de lutte contre les incendies. Des services de douane et de ravitaillement sont disponibles sur réservation
La piste est rénovée en 2014, où elle est allongée et élargie à ses dimensions actuelles (3,1 km de long et 45 m de large) pour un coup de dix milliards de shillings,. Puis en 2019 le président Yoweri Museveni annonce la rénovation et la modernisation des infrastructures de l'aéroport pour le porter aux normes internationales, dans un plan incluant entre autres la construction d'une tour de contrôle, de nouveaux hangars et la rénovation des infrastructures routières adjacentes,.
La Balise non directionnelle GULU (identifiant GU) est installée sur le site.

## Compagnies et destinations
En octobre 2020 deux compagnies aériennes assurent des vols réguliers depuis l'aéroport de Gulu. Eagle Air propose deux allers-retours par semaine avec Entebbe (chaque lundi et vendredi). la compagnie sud-soudanaise Sky Travel and Aviation assure elle une liaison vers Djouba au même rythme de deux vols hebdomadaires (les lundi et jeudi). Des vols charters domestiques entre Gulu et d'autres aéroports ougandais comme Moyo (en), Arua (en) ou Pakuba (en) peuvent être programmés occasionnellement,.
| Compagnies              | Destinations |
| ----------------------- | ------------ |
| Eagle Air               | Entebbe      |
| Sky Travel and Aviation | Djouba       |